# NGC 6295
NGC 6295 est une galaxie spirale vue par la tranche et située dans la constellation du Dragon. Sa vitesse par rapport au fond diffus cosmologique est de 9 109 ± 5 km/s, ce qui correspond à une distance de Hubble de 134,4 ± 9,4 Mpc (∼438 millions d'al). NGC 6295 a été découverte par l'astronome américain Lewis Swift en 1886.
Selon la base de données Simbad, NGC 6295 est une radiogalaxie.